# Correzione bolometrica
In astronomia, una correzione bolometrica è una correzione che viene applicata alla magnitudine assoluta di un oggetto per convertire la sua magnitudine nella banda del visibile nella sua magnitudine bolometrica.
Matematicamente, la correzione bolometrica è ricavabile mediante la seguente formula:
{\displaystyle BC=M_{bol}-M_{V}\!\,}
La tabella seguente è una parte di quella riportata da Kaler (1997), che elenca la correzione bolometrica per le stelle di differenti classi spettrali.
| Classe | Sequenza Principale | Giganti | Supergiganti |
| ------ | ------------------- | ------- | ------------ |
| O3     | -4,3                | -4,2    | -4,0         |
| G0     | -0,10               | -0,13   | -0,1         |
| G5     | -0,14               | -0,34   | -0,20        |
| K0     | -0,24               | -0,42   | -0,38        |
| K5     | -0,66               | -1,19   | -1,00        |
| M0     | -1,21               | -1,28   | -1,3         |

La correzione bolometrica è ampia per le stelle appartenenti alle prime classi spettrali (molto calde) e per quelle appartenenti alle ultime classe spettrali (fredde): le prime, infatti, emettono la maggior parte della loro radiazione nell'ultravioletto, mentre le seconde nell'infrarosso. Viceversa, per le stelle simili al Sole la correzione è marginale perché il Sole irradia la maggior parte della sua energia nel visibile.
La correzione bolometrica è tarata sulla magnitudine assoluta del Sole e su un valore convenzionale della magnitudine bolometrica solare. Le scelte della magnitudine assoluta e di quella bolometrica del Sole e, di conseguenza, della correzione bolometrica da adottare nel caso della nostra stella, non sono totalmente arbitrarie, sebbene fonti differenti abbiano adottato valori diversi di queste grandezze. La scala bolometrica di conseguenza è diversamente tarata a seconda della correzione bolometrica assegnata al Sole, che varia a seconda delle fonti da -0,19 a 0,07 magnitudini. Inoltre il Sole durante suo ciclo undecennale varia leggermente la sua luminosità e, di conseguenza, la sua magnitudine bolometrica. In conseguenza di ciò, nel 1999 due commissioni della Unione Astronomica Internazionale (la commissione 25: Stellar Photometry and Polarimetry e quella 36: Theory of Stellar Atmospheres) hanno stabilito di rendere indipendente la definizione della correzione bolometrica dalla magnitudine assoluta del Sole. Si è quindi stabilito di definire di magnitudine bolometrica 0 un oggetto avente una luminosità di 3,055e28 Watt. In tal modo un oggetto che una luminosità di 3,842e26 Watt, come il Sole, ha una magnitudine bolometrica di 4,75, che è uno dei valori più frequentemente utilizzati dagli astronomi per indicare la luminosità assoluta del Sole in unità di magnitudine. Avendo il Sole una luminosità apparente nella banda del visibile di -26,75 e una magnitudine assoluta nella medesima banda di 4,82, ne segue che la suddetta definizione implica che al Sole vada applicata una correzione bolometrica di -0,07 magnitudini.